# Psaliodes intersecta
Psaliodes intersecta är en fjärilsart som beskrevs av Paul Dognin 1911. Psaliodes intersecta ingår i släktet Psaliodes och familjen mätare. Inga underarter finns listade i Catalogue of Life.